# Су-13
Су-13  — радянський винищувач. На основі винищувача Су-11 були розроблені проєкти фронтового винищувача та винищувача-перехоплювача які отримали назву Су-13
- Проєкт Фронтового винищувача Су-13 (заводський шифр «КД») був розроблений у середині 1947 р. Літак передбачалося оснастити британськими двигунами Dervent V, крилом зі збільшеною площею і зменшеною відносною товщиною профілю, повітряними гальмами і стрілоподібним горизонтальним оперінням. Озброєння повинно було складатися з трьох гармат Н-37 з сумарним боєкомплект 120 снарядів. У висновку за проєктом головного інженера ВПС 7 жовтня 1947 р. літак був схвалений, і пропонувалося побудувати не менше трьох дослідних екземплярів для ГК НДІ ВПС. Однак у середині 1948 р. роботи над цим варіантом Су-13 були повністю припинені.
- Проєкт винищувача-перехоплювача Су-13 (заводський шифр «ТК») був завершений у березні 1948 р. Літак передбачалося оснастити двома двигунами РД-500, за своєю конструкцією він повторював Су-13 фронтовий винищувач, але мав збільшену носову частину фюзеляжу для розміщення РЛС «торій», герметичну кабіну вентиляційного типу і гарматну батарею з двох Н-37 С з сумарним боєкомплектом 80 снарядів. Проєкт був повністю завершено але у вищі організації не передавався. Також велися дослідження щодо подальшої модифікації в винищувачі-перехоплювачі, під заводським шифрами «МА» і «М».